# کاسومی تاکاهاشی
کاسومی تاکاهاشی (به انگلیسی: Kasumi Takahashi) ژیمناست زادهٔ ۶ مهٔ ۱۹۸۰ میلادی اهل کشور استرالیا است.